# وتدية مشابهة
وتدية مشابهة (الاسم العلمي: Corynebacterium simulans) هي نوع من البكتيريا تتبع جنس الوتدية من فصيلة الوتديات.